# Алехандро Лембо
Даніель Алехандро Лембо Бетанкор (ісп. Daniel Alejandro Lembo Betancor, нар. 15 лютого 1978, Монтевідео, Уругвай) — уругвайський футболіст, що грав на позиції захисника. Виступав за національну збірну Уругваю.
Володар Кубка Іспанії з футболу.

## Клубна кар'єра
У дорослому футболі дебютував 1997 року виступами за команду клубу «Белья Віста», в якій провів три сезони, взявши участь у 56 матчах чемпіонату.
Протягом 2000—2001 років захищав кольори команди клубу «Парма».
Своєю грою за останню команду привернув увагу представників тренерського штабу клубу «Насьйональ», до складу якого приєднався 2001 року. Відіграв за команду з Монтевідео наступні два сезони своєї ігрової кар'єри. Більшість часу, проведеного у складі «Насьйоналя», був основним гравцем захисту команди.
2003 року уклав контракт з клубом «Реал Бетіс», у складі якого провів наступні чотири роки своєї кар'єри гравця. За цей час виборов титул володаря Кубка Іспанії з футболу.
Згодом з 2007 по 2009 рік грав у складі команд клубів «Данубіо» та «Аріс».
З 2009 року знову, цього разу два сезони захищав кольори команди клубу «Насьйональ». Граючи у складі «Насьйоналя» також здебільшого виходив на поле в основному складі команди.
Протягом 2011—2012 років захищав кольори команди клубу «Бельграно».
Завершив професійну ігрову кар'єру у клубі «Насьйональ», у складі якого вже виступав раніше. Прийшов до команди 2012 року, захищав її кольори до припинення виступів на професійному рівні у 2013.

## Виступи за збірні
1997 року залучався до складу молодіжної збірної Уругваю.
1999 року дебютував в офіційних матчах у складі національної збірної Уругваю. Протягом кар'єри у національній команді, яка тривала 6 років, провів у формі головної команди країни 38 матчів, забивши 2 голи.
У складі збірної був учасником розіграшу Кубка Америки 1999 року у Парагваї, де разом з командою здобув «срібло», чемпіонату світу 2002 року в Японії і Південній Кореї.

## Досягнення
- Срібний призер Кубка Америки: 1999
- Володар Кубка Іспанії з футболу:

«Реал Бетіс»: 2004-05